# Звучна зъбна проходна съгласна
Звучната зъбна проходна съгласна е вид съгласен звук, който се използва в някои езици. Според Международната фонетична азбука (МФА) знакът за неговото обозначение е [ð]. Звукът се среща в английския език, където е изписван посредством th (then); в исландския, където се обозначава с буквата „Đ ð“; в албанския, където бива използван диграфът DH, dh и в редица други езици.
Въпреки пълното сходство в облика на главните букви, Đ от исландската латиница не трябва да се бърка с Đ, đ от гаицата и сръбската латиница, предаваща съвсем различната звучна венечно-небна преградно-проходна съгласна [d͡ʑ].